# Limacina helicina
Pour les articles homonymes, voir Papillon de mer.
Espèce
Limacina helicina est une espèce d'escargot de mer, de la famille des Limacinidae, qui fait partie des « papillons de mer » (ordre des Thecosomata).

## Description
L'animal est pourpre ou violet, avec les « ailes » translucides. Sa coquille mesure jusqu'à 14 mm de diamètre.

## Histoire
Cette espèce a été mentionnée pour la première fois dans le récit de voyage de Friderich Martens Spitzbergischer oder Grönländischer Reise-Beschreibung, gethan im Jahre 1671, paru en 1675. Elle a aussi été observée en 1773 lors de l'expédition en Arctique de Constantine John Phipps, qui l'a décrite l'année suivante.
En 2010, il a été démontré que les populations de l'Arctique et de l'Antarctique constituaient en fait deux espèces génétiquement distinctes : Limacina helicina dans l'Arctique et Limacina antarctica (en) dans l'Antarctique.

## Écologie
Limacina helicina est un prédateur, et une espèce clef du mésozooplancton, dans l'écosystème de l'océan Atlantique pélagique. 
Des chercheurs ont montré en 2009 que la coquille du papillon de mer se construit moins rapidement à cause de l'acidification des océans, menaçant l'espèce ainsi que ses prédateurs (notamment Clione elegantissima (en) dont c'est la nourriture exclusive, mais aussi les harengs, les cabillauds et les saumons).

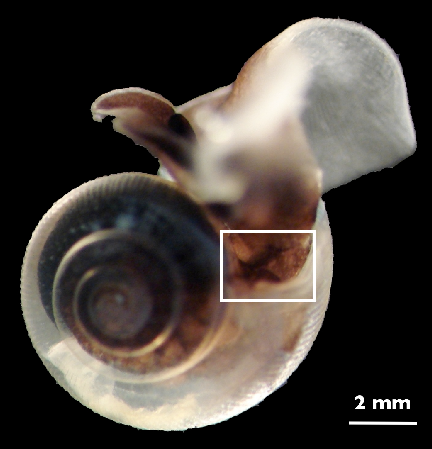
Photo d'un animal vivant
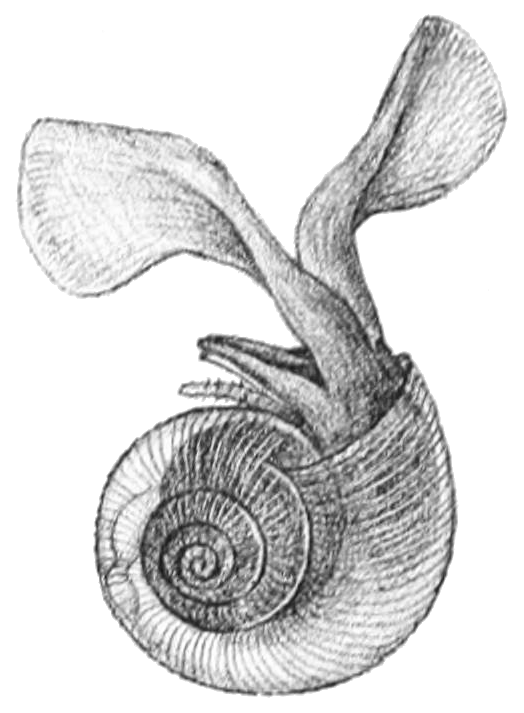
Dessin de 1878

## Liste des sous-espèces
Selon World Register of Marine Species (15 févr. 2011) :
- sous-espèce Limacina helicina helicina (Phipps, 1774)
- sous-espèce Limacina helicina ochotensis Shkoldina, 1999
- sous-espèce Limacina helicina rangii (d'Orbigny, 1835)